# هاري هال (لاعب كريكت)
هاري هال (19 نوفمبر 1970 في المملكة المتحدة - ) (بالإنجليزية: Harry Hall)‏ هو لاعب كريكت بريطاني. لعب مع Berkshire County Cricket Club ‏.